# Dimitrie Stancu
Dimitrie Stancu   (Călacea, 11 de febrer de 1927 - Cluj-Napoca, 17 d'abril de 2014), conegut com Didi per col·legues i familiars, va ser un matemàtic romanès.

## Vida i obra
Stancu va néixer al petit poble agrari de Călacea, a uns trenta quilòmetres al nord de Timisoara, en una família molt pobre. El seu pare va morir quan era molt petit i la seva mare, en no poder-lo criar, el va deixar a l'orfenat Maria Regina d'Arad on va ser escolaritzat. El 1947 va acabar els seus estudis secundaris a l'Institut Moise Nicoara d'Arad i va ser admès a la universitat Babeș-Bolyai de Cluj-Napoca, en la qual es va doctorar el 1956.
Stancu va fer tota la seva carrera acadèmica a la universitat de Cluj, excepte el curs 1961-62, durant el qual va estar a la universitat de Wisconsin a Madison. Va publicar uns cint-vint articles científics i tres llibres de text, sempre sobre els seus camps de recerca: l'anàlisi numèrica i la teoria de l'aproximació.